# Gesamtanlage Burkheim a. K.
Die Gesamtanlage Burkheim a. K. in Burkheim am Kaiserstuhl, einem Ortsteil der Stadt Vogtsburg im Kaiserstuhl im Landkreis Breisgau-Hochschwarzwald in Baden-Württemberg, ist eine mittelalterliche Stadtanlage auf einem Bergsporn.

## Beschreibung

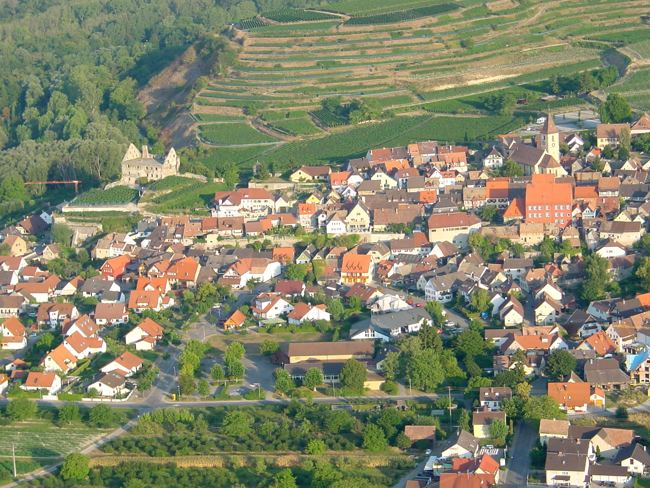
Luftbild von Burkheim

Der heutige Weinbauernort Burkheim besitzt eine charakteristische historisch-topographische Lage auf dem Bergsporn einer Hügelgruppe des Kaiserstuhls und ist in die umgebende Kulturlandschaft mit ihren Wein- und Obstbauflächen eingebettet. Der längsovale Stadtgrundriss der im Kern mittelalterlichen Stadtanlage überliefert die ummauerte Mittel- und Oberstadt und die südöstlich vorgelagerte Fischerstadt in der sogenannten Unterstadt. Nach Südwesten wird die Stadt durch das Schlossareal mit der Schlossruine begrenzt. Die Befestigungsanlage ist mit der Stadtmauer, einem Stadttor sowie dem einstigen Grabenbereich, der sich im Geländeverlauf und Freiflächen ablesen lässt, erhalten. Die Stadt zeichnet sich heute durch einen dichten historischen Baubestand aus der Zeit des 17. bis 19. Jahrhunderts aus, wobei die Stadtsilhouette von der Schlossruine im Süden der Stadtanlage bestimmt wird. Im nördlichen Teil bildet die Pfarrkirche eine städtebauliche Dominante. Bei der Stadt handelt es sich um eine Gesamtanlage gemäß §19 Denkmalschutzgesetz (DSchG). An der Erhaltung besteht ein öffentliches Interesse.
Nach § 19 des Denkmalschutzgesetzes können die Gemeinden seit 1. Januar 1984 Gesamtanlagen durch Satzung unter Denkmalschutz stellen. Davor erfolgte der Schutz durch Verordnung des zuständigen Regierungspräsidiums. Nicht nur einzelne Kulturdenkmale sind dabei geschützt, sondern der ganze Stadtkern mit seinem historischen Grundriss, den Straßen und Plätzen, Grün- und Freiflächen sowie der Gesamtheit der historischen Bausubstanz, an deren Erhaltung aus wissenschaftlichen, künstlerischen oder heimatgeschichtlichen Gründen ein besonderes öffentliches Interesse besteht. Burkheim ist seit 1979 eine geschützte Gesamtanlage.